# La locandiera (film 1944)
La locandiera è un film italiano del 1944 diretto da Luigi Chiarini. 
Realizzato nel 1943 presso il Centro sperimentale di cinematografia di Roma, ebbe notevoli problemi tecnici e distributivi a causa delle vicende belliche che sconvolsero e divisero l'Italia e che ne permisero una diffusione molto limitata solo alla fine dell'anno successivo.

## Trama
La bella e astuta Mirandolina gestisce una locanda sulla terraferma di Venezia. La ragazza è corteggiata con insistenza da un marchese, amante del gusto e del lusso, e anche da un conte mite ma geloso del rivale. Lei però ha deciso di conquistare il misogino cavaliere di Ripafratta. Il suo comportamento scatena una serie di gelosie, di passioni e di equivoci. Il nobiluomo alla fine cede alle attenzioni che Mirandolina sembra riservargli, attirandosi così l'odio dei due nobili corteggiatori.
Le cose si complicano con l'arrivo di due invadenti attrici che mettono in subbuglio la vita degli ospiti della locanda. Alla fine la giovane locandiera, soddisfatta di esser riuscita a far capitolare il burbero e scontroso cavaliere, proclama a tutti di aver solo voluto scherzare, perché in realtà lei ama soltanto l'onesto Fabrizio, un cameriere della locanda. Nel finale la finzione del film presenta lo stesso Goldoni, che interviene a commento della vicenda.

## Realizzazione del film

### Soggetto e sceneggiatura
Tratto liberamente dalla famosa commedia del Goldoni, che però non risulta citata nei titoli di testa, integrata nella parte iniziale dai suoi Memoires, il film costituisce la terza regia di Luigi Chiarini, al tempo Vice Presidente del C.S.C.. Per la sua realizzazione si ricostituì lo stesso gruppo di autori che già avevano lavorato alle due precedenti opere (Via delle Cinque Lune e La bella addormentata), oltre a pellicole di altri registi (La peccatrice di Palermi), del quale facevano parte, oltre a Chiarini, il critico Umberto Barbaro e lo storico Francesco Pasinetti, ed inizialmente doveva essere proprio quest'ultimo a dirigere il film, tanto che fu lui stesso a rendere pubbliche alcune anticipazioni della sceneggiatura.
Nelle intenzioni di Pasinetti si trattava di un film pensato per l'interpretazione di Alida Valli, ma questo progetto, così come quello della sua regia, sfumò. La giovane attrice, benché avesse partecipato alla redazione di alcuni testi preparatori, si era poi impegnata in altri programmi e, peraltro, non era molto ben vista nell'ambiente del C.S.C., di cui era stata un'allieva indisciplinata.
Il gruppo degli sceneggiatori si propose di non realizzare una semplice trasposizione della commedia goldoniana. «Si voleva fare - ha detto Chiarini rievocando oltre trent'anni dopo la vicenda - un Goldoni più moderno, e non semplicemente pizzi e trine», traendo ispirazione anche dalla disputa che contrappose Goldoni e Gozzi e cambiando, con l'obiettivo di ottenere maggior realismo, diversi aspetti rispetto al soggetto originario (ambientazione a Venezia, anziché Firenze, costumi più semplici

### Produzione
La locandiera fu realizzato nei teatri di posa del C.S.C. che, secondo una impostazione di Chiarini, dovevano servire a combinare la funzione didattica del Centro con la pratica applicazione del lavoro cinematografico, come lui stesso aveva ribadito in una lettera a Luigi Freddi, dirigente della cinematografia fascista, nella quale sosteneva che gli impianti «serviranno di scuola per gli allievi, contribuiranno alla soluzione del problema autarchico del settore cinematografico, potranno servire a fare propaganda per gli scopi politici che il Regime si prefigge».
Le riprese iniziarono ai primi di luglio del 1943 con il trasferimento della "troupe" nella zona del Brenta dove fu organizzata una realistica scena con il Burchiello trainato da cavalli, definita poi nei commenti una «stupenda visione iniziale del film». Proseguirono a Roma, dove il film risultava ancora in lavorazione del travagliato periodo del luglio - agosto 1943. Le riprese erano terminate e si stava lavorando al montaggio presso l'ENIC in via Salaria, quando arrivò l'8 settembre. Nel periodo concitato che seguì, la Cines si trasferì al Cinevillaggio di Venezia, mentre Chiarini rifiutò di spostarsi e restò a Roma. Il montaggio fu quindi curato mesi dopo e, benché a Venezia fossero presenti sia Maria Rosada (che lo aveva iniziato a Roma) che Francesco Pasinetti, il risultato non fu quello desiderato dal regista, che non riconobbe come suo il film.

### Distribuzione
Nella confusione dovuta agli eventi bellici ed alla divisione in due dell'Italia, il film uscì solo al nord oltre un anno dopo, nel dicembre del 1944, e fu visto pochissimo. Fu anche distribuito senza un visto di censura, che infatti è datato n.427 è del 25 febbraio 1946, per successive edizioni.

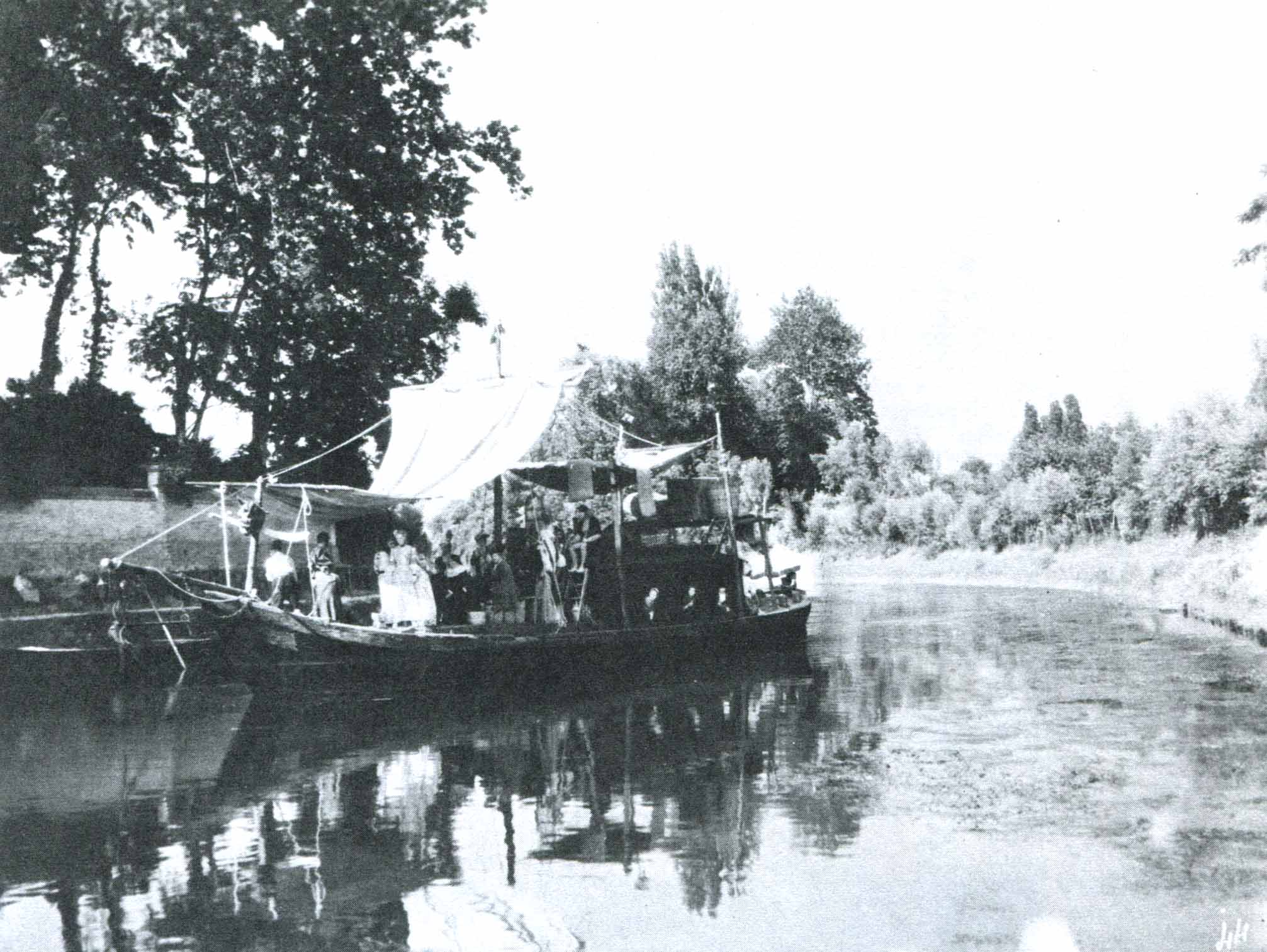
Le scene iniziali che ritraggono il paesaggio fluviale del Brenta sono state apprezzate da tutti i commentatori

## Accoglienza

### Critica
Commenti contemporanei. I pochi commenti al film non furono tutti favorevoli, anche se non fu esplicitamente criticata la scelta di Chiarini di non trasferirsi nel nord. Secondo il Corriere della sera nel giudizio negativo pesa più la libera interpretazione effettuata della commedia goldoniana: «Escluso il proposito di fotografare per così dire la commedia [..] Chiarini non ha esitato a fare della Locandiera un semplice pretesto da cui balzasse vivo lo spirito del suo autore. L'azione, con intento discutibile è stata tradotta in modo che partecipasse del balletto e dell'opera buffa [..] Ciò che nel film è bello, non è goldoniano. Un errore che è frutto di intelligenza ma che ci pare comunque inaccettabile». Diverso, invece, il commento de La Stampa in quanto «con mano Felice Chiarini ha saputo compiere il lavoro senza incorrere del cosiddetto "teatro filmato" che di solito non è immune dal rendere cattivi servigi al teatro ed al cinema, riuscendo a porre pittorescamente in evidenza quel grazioso Seicento veneziano».

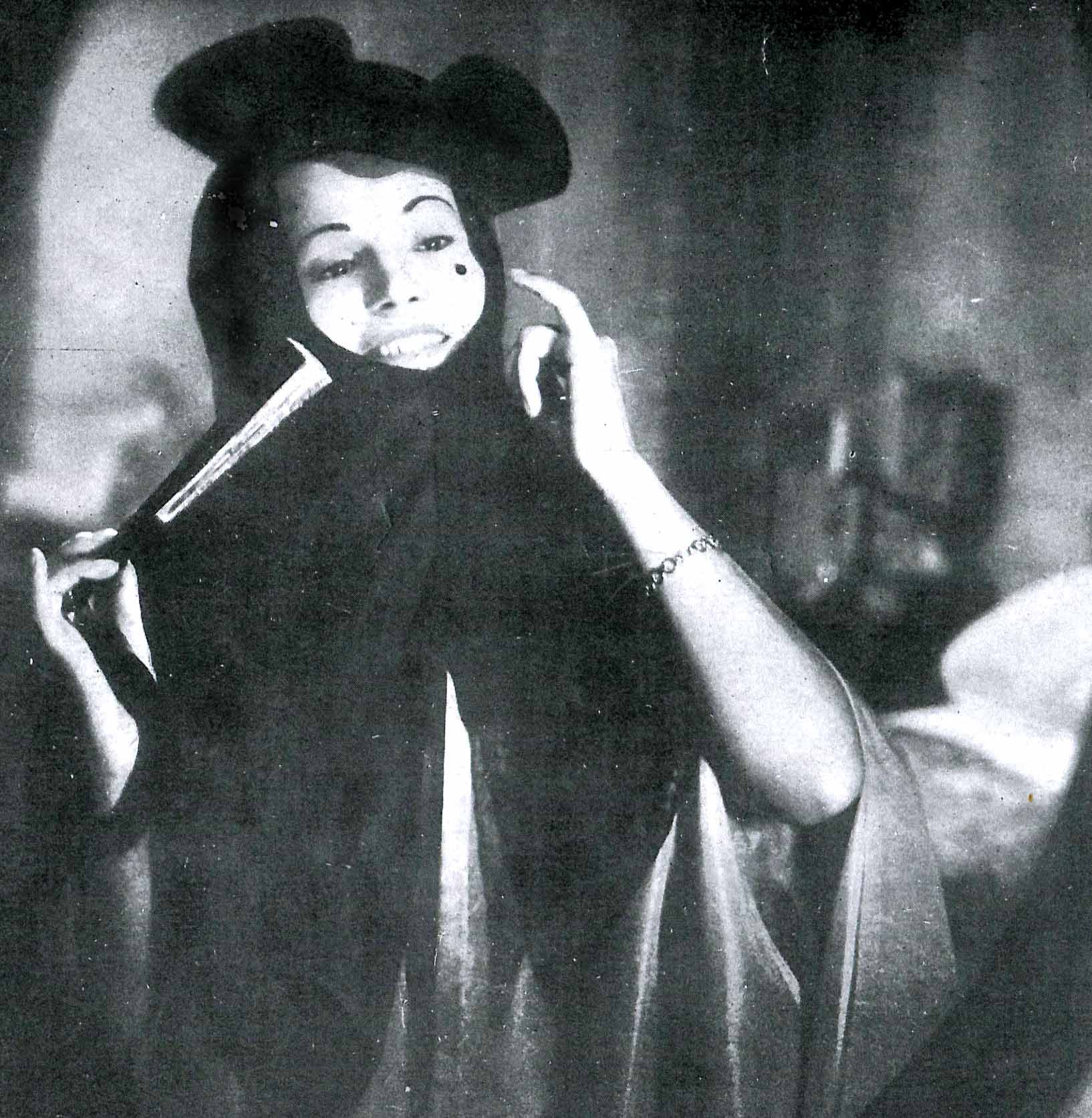
Per Luisa Ferida la Mirandolina de La locandiera fu uno degli ultimi personaggi interpretati, prima della tragica fine del 1945

A giudizio del settimanale Film, furono soprattutto le difficoltà tecniche sofferte dal film a giustificarne una valutazione negativa: «Non so se Luigi Chiarini, rimasto a Roma, abbia veduto la sua Locandiera [...] così come l'abbiamo veduta noi [...] a Venezia. Credo che se ne ha avuto la ventura, il suo dolore deve essere stato grande. Abbiamo udito questo regista parlare della sua opera in preparazione. Abbiamo saputo con quanto amore e con quanta reverenza è stata avvicinata l'opera di Goldoni per farne la "libera riduzione". Abbiamo poi veduto il film [..] Intere scene sono inintelleggibili o perché la musica sovrasta le parole o perché la copia è scadente; Peccato, sì, peccato. Perché Luisa Ferida è la sola Mirandolina che si potesse trovare al mondo e tutti recitano senza mai una stonatura. L'operatore è Nebiolo, ma esso è anche l'autore (senza colpa, pensiamo) di tanto buio e di tante ombre improvvise».
Commenti successivi.
Benché condizionati dal giudizio su Chiarini come regista "calligrafico", i commenti retrospettivi sono stati di apprezzamento. «Poche volte - ha scritto Ernesto G. Laura - un film di derivazione teatrale è stato così svincolato dal palcoscenico come questo; anticipando la lettura di Goldoni che sarà fatta da vari registi teatrali, il regista ci dà un autore divertente, realistico osservatore della società del suo tempo. Chiarini si riappropria della città lagunare e del suo naturale prolungamento fluviale». L'ambientazione in esterni è lodata anche da Aprà che considera La locandiera «il più vivace film di Chiarini, insolito per l'epoca, aerato dagli esterni sul Brenta; scenografia e costumi perdono ogni senso di antiquariato»

### Risultato commerciale
Le difficoltà distributive causarono anche una scarso risultato economico del film. In base ai soli dati disponibili La locandiera avrebbe incassato nel biennio 1944 - 45 circa 1.217.000 lire dell'epoca, un risultato modesto se raffrontato con altre pellicole che circolarono in quel, pur difficile, periodo (in base agli stessi dati, una delle tante versioni della Carmen avrebbe superato i 28 milioni).